# David Lynch
David Keith Lynch (Missoula, Montana, 20 de enero de 1946-Los Ángeles, 15 de enero de 2025) fue  un director de cine, guionista, artista, actor y productor de música electrónica estadounidense. Fue conocido por sus películas Eraserhead (1977), Blue Velvet (1986) y Mulholland Drive (2001), así como la serie de televisión Twin Peaks (1990-1991; 2017).Su actividad artística se extiende al terreno de la pintura, la música, la publicidad, la fotografía, y el diseño de mobiliario. Recibió la Palma de Oro en el Festival Internacional de Cine de Cannes de 1990 por su filme Corazón salvaje.
Reconocido admirador de Stanley Kubrick, Jacques Tati, Ingmar Bergman y Werner Herzog, su amor por el dadaísmo y el surrealismo está presente en algunas de sus películas, cuya misteriosa atmósfera mezcla lo cotidiano con lo soñado, escapando a veces a la comprensión exhaustiva del espectador.  Lynch destacó como uno de los pocos directores actuales con un estilo auténticamente personal y un referente ineludible en el cine contemporáneo.

## Biografía y obra

### Infancia y juventud (1946-1965)
Lynch podría considerarse el arquetipo del muchacho estadounidense de clase media. Según Thierry Jousse, redactor de la revista Cahiers du cinéma y autor de un libro sobre Lynch, «cuando habla de su infancia Lynch la describe invariablemente como una etapa idílica, una especie de permanente sueño despierto, cuyo único aspecto problemático fue, sin duda, una forzada vida nómada». Su padre, Donald, fue un científico adscrito al Ministerio de Agricultura estadounidense, y su madre Sunny era profesora de lengua. David nació con un pie deforme, zambo o equinovaro. La familia vivió en distintos lugares, entre el noroeste del país y Carolina del Norte. Lynch fue boy scout y a los 15 años participó como acomodador en la toma de posesión del presidente John F. Kennedy.
Pronto experimentó impulsos artísticos y asistió al Corcoran School of Art en Washington D. C. mientras terminaba sus estudios secundarios en Alexandria, Virginia. Después se apuntó al School of the Museum of Fine Arts de Boston durante un año, antes de partir rumbo a Europa en compañía de su amigo y colega artístico Jack Fisk. Sus planes eran estudiar con el pintor del expresionismo austríaco Oskar Kokoschka (quien resultaría uno de sus principales referentes artísticos) durante tres años. Sin embargo, Lynch regresó a los Estados Unidos al cabo de solo 15 días.

### Filadelfia y primeros cortometrajes (1966-1970)
En 1966, Lynch se instaló en la ciudad Filadelfia, Pensilvania, y asistió al Pennsylvania Academy of Fine Arts (PAFA). Allí se dedicó en principio a la confección de complejos mosaicos a base de figuras geométricas, a los que él llamó Industrial Symphonies. Por aquel tiempo, tuvo sus primeros devaneos cinematográficos. Su primer corto recibió el título de Six Men Getting Sick (1966). Él lo describió como "57 segundos de desarrollo y pasión, y tres segundos de vómito". Con esta pieza ganó el certamen anual de la Academia. Este pequeño éxito le permitió abordar su segundo cortometraje: The Alphabet.
A partir de 1970, Lynch se centró exclusivamente en el arte cinematográfico. Consiguió un premio de 5000 dólares del American Film Institute por The Grandmother, que trata sobre un pobre chico de la calle que se las ingenia para conseguir una abuela a partir de una semilla. Esta película de 30 minutos de duración muestra ya muchos de los patrones característicos en su cine de madurez, incluyendo un sonido perturbador y envolvente y una potente imaginería enfocada a los deseos y al inconsciente reprimido, todo ello lejos de los métodos tradicionales de narrar.

### Los Ángeles yEraserhead(1971-1979)

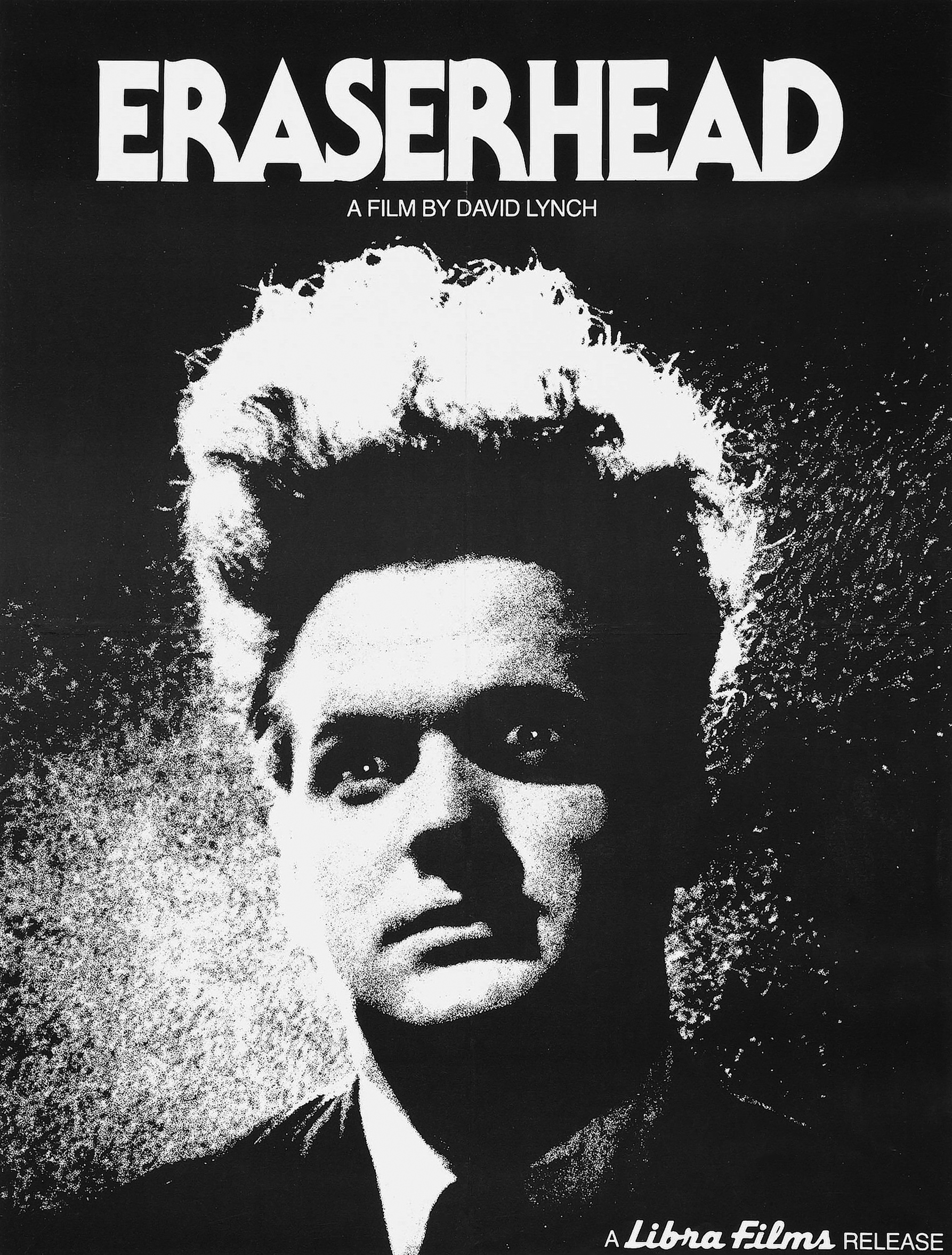
Póster de Eraserhead (1977).

En 1971, Lynch se trasladó a Los Ángeles para asistir a las clases del American Film Institute. Fue allí donde empezó a trabajar en su primer largometraje, Eraserhead, aprovechando una ayuda de 10 000 dólares concedida por dicha institución. Este dinero no alcanzó para terminar la película, y por este motivo no se remataría hasta el año 1977. Lynch tuvo que pedir dinero a amigos y familiares, incluyendo a su amigo de la infancia Jack Fisk, diseñador de producción y marido de la actriz Sissy Spacek, e incluso se dedicó a vender periódicos para financiarla.
Eraserhead es una película enigmática y sombría, llena de guiños surrealistas y elementos desasosegantes. Por tal motivo fue rodada apropiadamente en blanco y negro. Cuenta la historia de un joven tranquilo (papel que interpreta Jack Nance) que vive en una especie de área industrial y cuya novia da a luz a una rara bestezuela que no para de gemir. Lynch se refiere a la película como “mi historia de Filadelfia”, aludiendo al hecho de que refleja muy bien todas las crudas experiencias que vivió en esa ciudad en su etapa de estudiante, experiencias que le marcaron profundamente.
Sobre la película, la crítica ha afirmado que sugiere o intenta sugerir los miedos y ansiedades del propio cineasta acerca de la paternidad, personificados en el grotesco aspecto del bebé, que se ha convertido en uno de los íconos del cine fantástico de todas las épocas. El director ha rehuido en más de una ocasión explicar cómo fue elaborada la criatura, pero la leyenda cuenta que fue construida a partir de un feto de vaca embalsamado.
Debido a sus extravagantes contenidos, al principio se pensó que Eraserhead no podría ser exhibida comercialmente. Sin embargo, gracias al esfuerzo del distribuidor Ben Barenholtz, se convirtió pronto en un clásico, típico en salas especializadas en proyecciones de medianoche, fuera de las grandes audiencias. La crítica más avanzada la alabó inmediatamente como obra maestra, lo que colocó al director a la cabeza de la vanguardia cinematográfica. El gran director Stanley Kubrick afirmó con admiración que era una de sus películas favoritas de toda la historia del cine. El éxito provocó que el equipo de actores y técnicos (entre ellos, el cámara Frederick Elmes, el técnico de sonido Alan Splet, y el actor Jack Nance) siguieran trabajando con Lynch en años posteriores.

### El hombre elefantey éxito comercial (1980-1982)

John Hurt interpreta a John Merrick en El hombre elefante.

Eraserhead atrajo la atención del productor Mel Brooks, quien contrató a Lynch para dirigir la película de 1980 El hombre elefante. Escrita por Chris de Vore y Eric Bergren, se trata de un biopic inspirado en la figura de Joseph Merrick, un hombre inglés de clase baja con terribles malformaciones físicas que vivió a finales del siglo XIX. El film fue protagonizado por John Hurt como John Merrick (su nombre real fue cambiado) y Anthony Hopkins como Frederick Treves. El rodaje tuvo lugar en Londres, y Lynch le dio su propio enfoque surrealista a la película, y la filmó del mismo modo que la anterior, en blanco y negro. No obstante, ha sido descrita como "una de las más convencionales" de sus películas. El hombre elefante fue un gran éxito comercial y obtuvo ocho nominaciones a los Óscar, incluyendo la de mejor director y mejor guion adaptado para Lynch. De este modo, quedó probada la viabilidad comercial de sus propuestas.

### Los filmes con De Laurentiis:DuneyBlue Velvet(1983-1986)
Posteriormente, el cineasta aceptó dirigir una superproducción que adaptaba la novela de ciencia ficción Dune, del escritor Frank Herbert, para el productor italiano Dino De Laurentiis, con la condición de que la productora se comprometiera a financiar un segundo proyecto sobre el cual Lynch mantendría control creativo total. Aunque el productor esperaba que Dune (1984) supondría algo así como una nueva Guerra de las galaxias, la película resultó un gran fiasco comercial, y, además, fue vapuleada por la crítica. Se calculó que ingresarían 45 millones de dólares de los que, al final, quedaron solo 27,4. Para compensar pérdidas, el estudio elaboró una versión alargada para la televisión que desvirtuaba el montaje del director y que Lynch desautorizó inmediatamente.
La segunda película de Lynch producida por De Laurentiis fue Blue Velvet (1986), la historia de un joven universitario (representado por el actor que protagonizara Dune, Kyle MacLachlan) que descubre el lado oscuro de una pequeña ciudad, al investigar la procedencia de una oreja cortada que había encontrado casualmente en el transcurso de un paseo campestre. La película muestra actuaciones memorables de Isabella Rossellini, en el papel de una cantante atormentada, y de Dennis Hopper en el de un criminal psicópata, líder de una banda de matones de medio pelo.
Blue Velvet obtuvo un gran éxito de crítica y proporcionó a Lynch su segunda nominación al Óscar al mejor director. La película presenta algunos lugares comunes en su cine: una cuidadísima puesta en escena, ciertos episodios y conductas inexplicables, mujeres ultrajadas, los malsanos entresijos de una pequeña comunidad, y la utilización poco convencional de canciones antiguas. Blue velvet, de Bobby Vinton e In dreams de Roy Orbison suenan en este filme extrañas y perturbadoras. Esta fue la primera ocasión en que Lynch trabajaba con el compositor Angelo Badalamenti, quien, a partir de entonces, contribuiría en todas sus películas posteriores.
El director Woody Allen, cuya cinta Hannah y sus hermanas fue nominada como mejor película, afirmó que Blue Velvet era el mejor filme del año. La película, que es comúnmente considerada como una de las obras maestras del cine contemporáneo, ha llegado a convertirse en un ícono de la cultura popular.

### Twin Peaks,Corazón salvajeyFire Walk with Me(1987-1996)

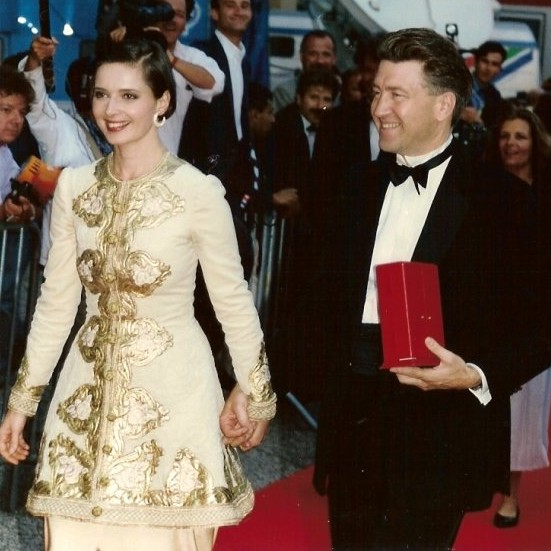
Lynch junto a Isabella Rossellini en el Festival Internacional de Cine de Cannes de 1990, donde obtuvo la Palma de Oro por Corazón salvaje.

Al no obtener financiación para posteriores guiones, a finales de los 80 Lynch optó por colaborar con el productor televisivo Mark Frost en la serie televisiva Twin Peaks, acerca de una pequeña localidad de Washington donde ocurren extraños sucesos. La historia se centraba en las investigaciones realizadas por el agente especial del FBI Dale Cooper (de nuevo Kyle MacLachlan) en torno a la muerte de una conocida estudiante de secundaria llamada Laura Palmer, una investigación que iba revelando los escabrosos secretos de muchos ciudadanos aparentemente respetables. El cineasta dirigió seis episodios en total, incluyendo los dos primeros, y escribió o coescribió algunos más, e incluso apareció como actor en algunos de ellos.
La serie se estrenó en la cadena ABC el 8 de abril de 1990 y poco a poco fue revelándose como todo un fenómeno cultural. Ningún otro proyecto de Lynch ha obtenido semejante aceptación. La serie fue vendida a infinidad de países, y algunos de sus latiguillos ingresaron en la cultura popular. Se hicieron parodias de la misma en el show Saturday Night Live y en la serie de animación Los Simpson. Lynch apareció en la portada de la revista Time en gran medida debido al gran éxito cosechado con Twin Peaks. El director encarnó el papel del vociferante y medio sordo jefe del agente Cooper, Gordon Cole. Pese a todo, Lynch chocó con los responsables de la cadena por distintos motivos, en especial por la posibilidad de revelar o no la identidad del asesino de Laura Palmer. La cadena insistía en desenmascararlo ya en la segunda temporada, pero Lynch quería guardarlo en secreto hasta el final. Lynch pronto se desencantó de la serie y como resultado muchos miembros del reparto declararon sentirse “abandonados”.
Fue en aquel tiempo cuando Lynch empezó a colaborar con la editora, productora y su compañera sentimental en la vida real, Mary Sweeney, que había trabajado como asistente para él en Blue Velvet. Esta colaboración se prolongaría a lo largo de once proyectos. De su relación nació un hijo.
Su siguiente largometraje fue una adaptación de la novela de Barry Gifford, Corazón salvaje, una road movie turbadora protagonizada por los actores Nicolas Cage y Laura Dern. La producción obtuvo la Palma de Oro en el Festival Internacional de Cine de Cannes de 1990, pero no contó con la aprobación de la crítica ni el respaldo del gran público.
Twin Peaks acabó sufriendo serios reveses de audiencia y fue retirada en 1991. Mientras tanto Lynch escribió una precuela sobre los últimos siete días en la vida del personaje de Laura Palmer, que dio lugar al largometraje Twin Peaks: Fuego camina conmigo (1992), que fracasó en taquilla y acarreó al director las peores críticas de su carrera.
El eslabón perdido entre Twin Peaks y Wild at Heart, es el espectáculo musical Industrial Symphony No. 1: The Dream of the Broken Hearted, una nueva colaboración con Angelo Badalamenti en la que canta Julee Cruise y actúan varios actores de Twin Peaks, así como Nicolas Cage y Laura Dern. Lynch confesó que la obra reflejaba de alguna forma una relación sentimental rota. El director produjo en 1990 un vídeo de 50 minutos sobre la obra.
Durante este periodo Lynch volvió a colaborar con Mark Frost la serie documental American Chronicles (1990) y en la serie de humor On the Air (1992) para la ABC, sobre los orígenes de la televisión. En EE. UU. solo se emitieron tres episodios. Su siguiente proyecto fue la miniserie para la cadena HBO titulada Hotel Room (1993), la cual narraba los acontecimientos que se enmarcaban en una misma habitación de hotel a lo largo de varias décadas.

### Lost Highway,The Straight StoryyMulholland Drive(1997-2001)
En 1997 Lynch volvió a la palestra con el complejo filme de argumento no lineal Carretera perdida, el cual poseía muchos elementos de cine negro. Fue coescrito con Barry Gifford y protagonizado por los actores Bill Pullman y Patricia Arquette. La película fracasó comercialmente, pero recibió críticas contrapuestas. No obstante, gracias en parte a la banda sonora en que aparecían cantantes y grupos como Marilyn Manson, Rammstein, Nine Inch Nails y The Smashing Pumpkins, Lynch obtuvo una nueva audiencia por parte de espectadores de la llamada Generación X.

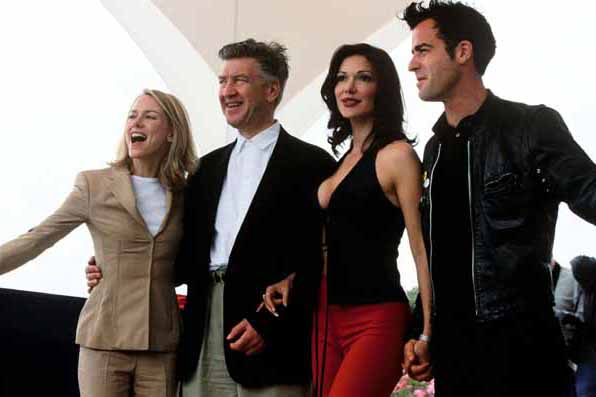
Naomi Watts, David Lynch, Laura Harring y Justin Theroux en la presentación de Mulholland Drive durante el Festival de Cannes en 2001.

En 1999, sorprendió muy positivamente a sus fanes y a la crítica con una película producida por la compañía Disney: The Straight Story, que era, al menos aparentemente, una sencilla película sin pretensión alguna contando una historia real acerca de un hombre de pueblo (interpretado por el veterano actor Richard Farnsworth) que emprende un largo viaje de estado en estado, a bordo de un cortacésped, con el único fin de hacer las paces con su hermano enfermo. La película recibió críticas muy elogiosas y proporcionó a su autor nuevas audiencias. Fue nominada la Palma de Oro, recibió dos nominaciones a los Globos de Oro (banda sonora y actor dramático), y Richard Farnsworth fue nominado a los Óscar en la categoría de mejor actor.
Ese mismo año Lynch tentó una vez más a la cadena ABC con la idea de un drama para la televisión. La cadena dio el visto bueno y se grabó el episodio piloto, de dos horas de duración. Pero controversias sobre el contenido y la duración de la serie la aparcaron definitivamente. Con la aportación de 7 millones de dólares por parte de la productora francesa Studio Canal, el director convirtió ese episodio piloto en el largometraje Mulholland Drive. Estrenada finalmente en 2001, es una historia que trata de ahondar en la vertiente oscura de Hollywood, la “fábrica de sueños”. Está protagonizada por Naomi Watts, Laura Harring y el actor Justin Theroux. En lo comercial, la película funcionó relativamente bien en todo el mundo, mereciendo además reseñas positivas, y Lynch obtuvo por ella el premio al mejor director en el Festival de Cannes del 2001 (este premio lo compartió con Joel Coen por El hombre que nunca estuvo allí) y otro premio al mejor director otorgado por la New York Film Critics Association. La película recibió además cuatro nominaciones a los Globos de Oro y supuso además la tercera nominación al Óscar como mejor director de David Lynch.

### Trabajo para Internet eInland Empire(2001-2024)
En 2002, Lynch desarrolló una serie de cortos para Internet titulada DumbLand. Los ocho episodios de que constaba, intencionadamente muy duros de contenido e interpretación, aparecieron posteriormente en formato DVD.
Lynch dedicó a sus incondicionales ese mismo año una comedia de situación a través de su página web. La serie se tituló Rabbits y constó de ocho episodios plenos de surrealismo que se desarrollaban en un cuarto habitado por extrañas personas con cabeza de roedor. Posteriormente, el director rodó en vídeo digital el corto Darkened Room, a imitación del exitoso cine de terror japonés entonces de moda.

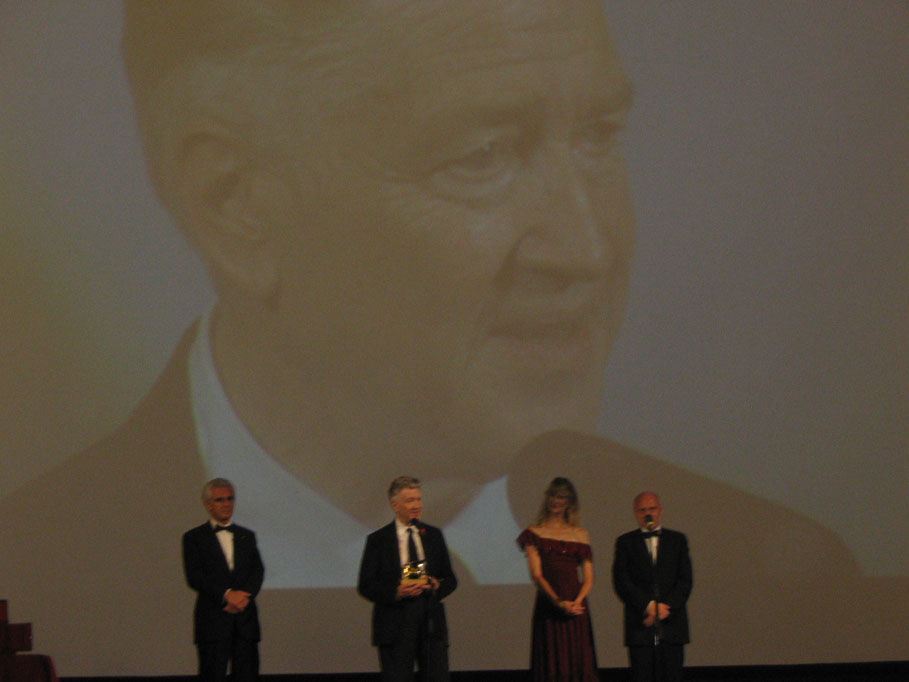
Lynch recibiendo el León de oro a la trayectoria en el Festival Internacional de Cine de Venecia de 2006.

En el Festival Internacional de Cine de Cannes de 2005, el cineasta anunció que durante un año había estado rodando en Polonia, por medio de técnicas digitales, su último filme. La película, titulada Inland Empire, es interpretada como un compendio del cine de Lynch. La historia, compleja y con tintes pesadillescos, desarrolla distintos niveles argumentales entremezclados, sin aclarar nunca los nexos lógicos entre ellos. Abunda en primeros planos expresionistas (especialmente de Laura Dern), el sonido es distorsionado y envolvente, y los efectos especiales unidos a las numerosas escenas cómico-grotescas que contiene producen un gran impacto visual. El reparto de la película incluye actores con los que Lynch había trabajado anteriormente, como la ya mencionada Laura Dern, Justin Theroux, Harry Dean Stanton, Grace Zabriskie o Diane Ladd, así como Jeremy Irons, Karolina Gruszka, Peter J. Lucas, Krzysztof Majchrzak o Julia Ormond. Además, Naomi Watts y Laura Harring prestan su voz a dos de los conejos de la película. Lynch describió la película como "un misterio acerca de una mujer metida en grandes dificultades”. Se estrenó en diciembre de 2006, suscitando entre los críticos, al igual que los últimos largometrajes del director, multitud de comentarios enfrentados, aunque la opinión fue mayoritariamente muy positiva.
En febrero del 2022, se reveló que Lynch participaría en la siguiente película de Steven Spielberg, The Fabelmans, en el rol de John Ford. El 11 de abril de 2022 surgió un rumor de que el director había rodado en secreto una película junto a Laura Dern y otros actores habituales, a estrenar en el Festival Internacional de Cine de Cannes de 2022, aunque el propio Lynch lo desmintió.

## Influencias
Lynch ha declarado a menudo admirar profundamente a los cineastas Stanley Kubrick y Federico Fellini, al escritor Franz Kafka y al pintor Francis Bacon. Sostiene que muchas de las películas de Kubrick se encuentran entre sus preferidas, y que las obras de Kafka y Bacon lo subyugan por su fuerza visual y su conmovedora sensibilidad. Igualmente ha citado al pintor expresionista austriaco Oskar Kokoschka como fuente de inspiración. Lynch se siente desde siempre hechizado por la película El mago de Oz, aunque no con el culto típico estadounidense y a menudo ha hecho clara referencia a la misma en cintas como Wild at Heart, donde crea una gran polémica al parodiarla.
Una influencia temprana en él fue el libro The Art Spirit del artista y profesor estadounidense Robert Henri, del cual afirmó que le ayudó a decidir el curso que tomaría su trabajo plástico. Como Henri, Lynch se trasladó del campo a un entorno urbano para desarrollar su carrera artística. Henri era un pintor realista urbano, que adoptaba la vida en la ciudad como materia principal de su trabajo, lo que imitó Lynch en sus orígenes. Y si la obra de Henri sirvió de puente entre la Norteamérica agrícola del siglo XIX y la urbana del XX, las cintas de Lynch entremezclan la nostalgia feliz de los años 50 con la extrañeza existencial de los 80 y 90.
Tienen gran peso sobre su obra igualmente los cineastas, Ingmar Bergman, Jacques Tati, Werner Herzog y Roman Polański, alguno de los cuales ha reconocido también al propio Lynch como referente.

## Colaboradores habituales
| Nombre               | Rol                  | Ejemplos | Cantidad de colaboraciones |
| -------------------- | -------------------- | --- | -------------------------- |
| Angelo Badalamenti   | Compositor           | Blue Velvet, Twin Peaks, Wild at Heart, Lost Highway y Mulholland Drive.                                                                  | 12 producciones            |
| Mary Sweeney         | Editora y productora | Blue Velvet (1986), Wild at Heart (1990), Twin Peaks, Twin Peaks: Fire Walk with Me (1992), Lost Highway (1997), Mulholland Drive (2001), | 10 producciones            |
| Jack Nance           | Actor                | Eraserhead, Dune, Blue Velvet, The Cowboy and the Frenchman, Twin Peaks, Wild at Heart y Lost Highway                                     | 7 producciones             |
| Harry Dean Stanton   | Actor                | The Cowboy and the Frenchman, Wild at Heart, Twin Peaks: Fire Walk With Me, Hotel Room, The Straight Story, Inland Empire.                | 6 producciones             |
| Freddie Jones        | Actor                | The Elephant Man, Dune, Wild at Heart, Hotel Room y On the Air.                                                                           | 5 producciones             |
| Kyle MacLachlan      | Actor                | Dune, Blue Velvet, Twin Peaks, Twin Peaks: Fire Walk With Me y Twin Peaks: The Return                                                     | 5 producciones             |
| Laura Dern           | Actriz               | Blue Velvet, Wild at Heart, Industrial Symphony No. 1, Inland Empire y Twin Peaks: The Return                                             | 5 producciones             |
| Scott Coffey         | Actor                | Wild at Heart, Lost Highway, Mulholland Drive, Rabbits e Inland Empire                                                                    | 5 producciones             |
| Bellina Logan        | Actriz               | Wild at Heart, Twin Peaks, On the Air e Inland Empire                                                                                     | 4 producciones             |
| Eric DaRe            | Actor                | Twin Peaks, Wild at Heart (casting), Twin Peaks: Fire Walk With Me y Lost Highway (departamento artístico)                                | 4 producciones             |
| Grace Zabriskie      | Actriz               | Twin Peaks, Wild at Heart, Twin Peaks: Fire Walk With Me e Inland Empire                                                                  | 4 producciones             |
| Michael J. Anderson  | Actor                | Twin Peaks, Industrial Symphony No. 1, Twin Peaks: Fire Walk With Me y Mulholland Drive                                                   | 4 producciones             |
| Jack Fisk            | Actor                | Eraserhead, The Straight Story y Mulholland Drive                                                                                         | 3 producciones             |
| Frances Bay          | Actriz               | Blue Velvet, Twin Peaks y Wild at Heart                                                                                                   | 3 producciones             |
| Catherine E. Coulson | Actriz               | The Amputee, Twin Peaks y Twin Peaks: Fire Walk With Me                                                                                   | 3 producciones             |
| Miguel Ferrer        | Actor                | Twin Peaks, Twin Peaks: Fire Walk With Me y On the Air                                                                                    | 3 producciones             |
| Laura Harring        | Actriz               | Mulholland Drive, Rabbits e Inland Empire                                                                                                 | 3 producciones             |
| Sheryl Lee           | Actriz               | Twin Peaks, Wild at Heart y Twin Peaks: Fire Walk With Me                                                                                 | 3 producciones             |
| Everett McGil        | Actor                | Dune, Twin Peaks y The Straight Story | 3 producciones             |
| Frank Silva          | Actor                | Twin Peaks y Twin Peaks: Fire Walk With Me; encargado de vestuario en Wild at Heart                                                       | 3 producciones             |
| Charlotte Stewart    | Actriz               | Eraserhead, Twin Peaks y Twin Peaks: Fire Walk With Me                                                                                    | 3 producciones             |
| Naomi Watts          | Actriz               | Mulholland Drive, Rabbits e Inland Empire                                                                                                 | 3 producciones             |
| Alicia Witt          | Actriz               | Dune, Twin Peaks y Hotel Room. | 3 producciones             |
| Jeanne Bates         | Actriz               | Eraserhead y Mulholland Drive | 2 producciones             |
| Nicolas Cage         | Actor                | Wild at Heart e Industrial Symphony No. 1.                                                                                                | 2 producciones             |
| Brad Dourif          | Actor                | Dune y Blue Velvet | 2 producciones             |
| Crispin Glover       | Actor                | Wild at Heart y Hotel Room | 2 producciones             |
| Dean Stockwell       | Actor                | Dune y Blue Velvet | 2 producciones             |
| Justin Theroux       | Actor                | Mulholland Drive e Inland Empire. | 2 producciones             |
| Sherilyn Fenn        | Actriz               | Twin Peaks y Wild at Heart | 2 producciones             |
| Diane Ladd           | Actriz               | Wild at Heart e Inland Empire | 2 producciones             |

## Otras actividades

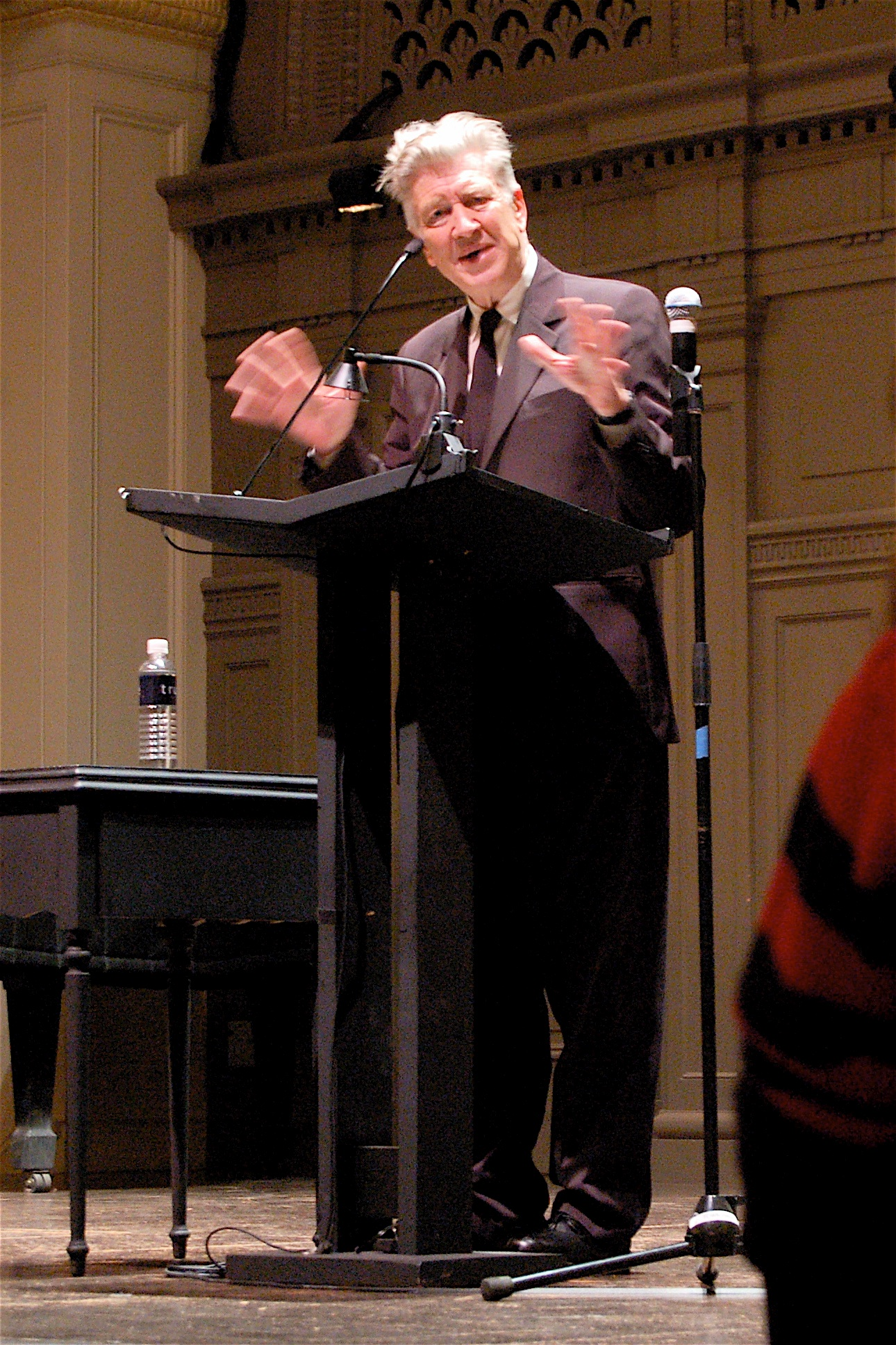
Lynch hablando sobre Meditación Trascendental y el proceso creativo en 2007.

Durante su trayectoria también dedica su trabajo al formato publicitario, llevando a cabo multitud de spots televisivos desde 1988, entre los que se encuentran distintos fines comerciales; perfumes, artículos de deporte, productos alimenticios, automóviles o dispositivos de entretenimiento.
También destaca su labor en la divulgación de la meditación trascendental, desde que se inició en ella hacia 1973. En julio de 2005, fundó la David Lynch Foundation For Consciousness-Based Education and World Peace (también conocida simplemente como David Lynch Foundation), para ayudar económicamente a los estudiantes en las escuelas intermedias y secundarias que estén interesados en la meditación trascendental y para financiar la investigación sobre la técnica y sus efectos en el aprendizaje. La Fundación ha ampliado su enfoque para incluir otras poblaciones "en riesgo", tales como las personas sin hogar, los veteranos de guerra estadounidenses, los refugiados de las guerras africanas y los presos.

## Vida personal
Lynch mantuvo una relación sentimental con la actriz Isabella Rossellini de 1986 a 1991 y se casó cuatro veces: con Peggy Lentz de 1967 a 1974, con quien tuvo una hija, Jennifer Chambers Lynch, directora cinematográfica. Su siguiente matrimonio fue con Mary Fisk (1977-1987), con quien tuvo un hijo en 1982, Austin Jack Lynch, y después de veinte años de relación profesional y sentimental se casó en 2006 con la editora y productora Mary Sweeney, con quien había tenido un hijo, Riley Lynch (1992), aunque se divorciaron a las pocas semanas. En 2009 contrajo cuartas nupcias con la actriz Emily Stofle, que apareció en la película Inland Empire así como en la tercera temporada de Twin Peaks rodada en 2017. Tuvieron una hija, Lula Boginia Lynch, en 2012  y Stofle solicitó el divorcio en 2023. Aunque en diciembre de 2024 se había llegado a un acuerdo, el tribunal aun no había decretado formalmente el divorcio al momento de la muerte del director.

## Salud y muerte
En una entrevista realizada con la revista de cine británica Sight and Sound (del British Film Institute) en agosto de 2024, Lynch reveló que padecía enfisema pulmonar como resultado de décadas de tabaquismo (comenzó a fumar a los 8 años). Por ese motivo, Lynch se mantuvo alejado de los sets durante la pandemia de COVID-19, la enfermedad lo había dejado confinado en su hogar debido a los riesgos asociados con su salud. “He tenido enfisema por fumar durante tanto tiempo y, por lo tanto, estoy confinado en casa, me guste o no. Sería muy malo para mí enfermarme, incluso con un resfriado”, expresó. Además, dio más detalles de sus limitaciones, “Solo puedo caminar una distancia muy corta antes de quedarme sin oxígeno”, explicó. 
A pesar de que su enfermedad probablemente le impediría emprender nuevos proyectos como director, afirmó que no se retiraría. En su cuenta de X expresó: «Sí, tengo enfisema debido a que he fumado durante muchos años. Debo decir que disfruté mucho fumar y me encanta el tabaco (su olor, encender cigarrillos, fumarlos), pero este placer tiene un precio y, para mí, ese precio es el enfisema. Hace más de dos años que dejé de fumar. Hace poco me hice muchas pruebas y la buena noticia es que, salvo por el enfisema, estoy en excelente forma. Me siento muy feliz y nunca me retiraré».
En noviembre de 2024, Lynch le comentó a la revista People que había dejado de fumar en 2022, dos años después de haber sido diagnosticado con enfisema, y afirmó que ahora depende de oxígeno suplementario para la mayoría de sus actividades diarias. «Apenas puedo atravesar una habitación. Es como si caminara con una bolsa de plástico alrededor de la cabeza», dijo.
En enero de 2025, David Lynch se vio obligado a evacuar su hogar en Los Ángeles debido a los incendios forestales de California de 2025. Según informó Deadline Hollywood, esto deterioró aún más su estado de salud.
El 16 de enero de 2025, su familia comunicó su fallecimiento a los 78 años en una publicación de su página oficial de Facebook, sin revelar la causa:

Con profundo pesar, nosotros, su familia, anunciamos el fallecimiento del hombre y artista David Lynch. Agradeceríamos un poco de privacidad en este momento. Hay un gran vacío en el mundo ahora que ya no está con nosotros. Pero, como él decía: ‘Mantén la vista en el donut y no en el agujero’. Es un hermoso día con sol dorado y cielos azules a lo largo de todo el camino.

Aunque su fallecimiento fue anunciado públicamente el 16 de enero de 2025, un familiar cercano confirmó a TMZ que Lynch murió el miércoles 15 de enero. Según se informó, falleció en la casa de su hija, donde se había refugiado debido a los incendios forestales en Los Ángeles.

## Discografía

### Álbumes de estudio
- BlueBOB (2001)
- Dark Night of the Soul (2010)
- Crazy Clown Time (2011)
- The Big Dream (2013)

## Premios y distinciones

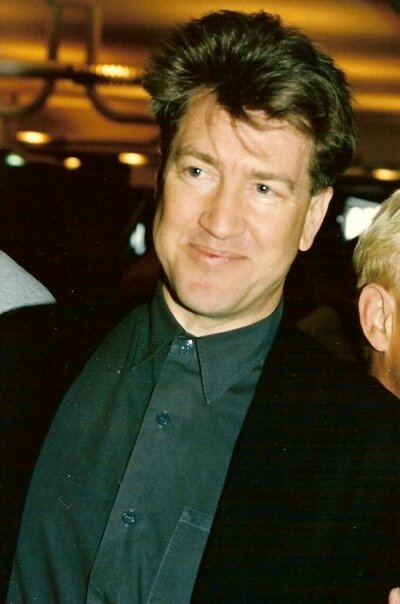
Lynch en el Festival Internacional de Cine de Cannes de 1990.

Óscar
| Año  | Categoría            | Película         | Resultado |
| ---- | -------------------- | ---------------- | --------- |
| 1981 | Mejor dirección      | The Elephant Man | Nominado  |
| 1981 | Mejor guion adaptado | The Elephant Man | Nominado  |
| 1987 | Mejor dirección      | Blue Velvet      | Nominado  |
| 2002 | Mejor dirección      | Mulholland Drive | Nominado  |
| 2019 | Óscar honorífico     |                  | Ganador   |

Globos de Oro
| Año  | Categoría                   | Película         | Resultado |
| ---- | --------------------------- | ---------------- | --------- |
| 2001 | Mejor dirección Mejor guion | Mulholland Drive | Nominado  |
| 1986 | Mejor guion                 | Blue Velvet      | Nominado  |
| 1980 | Mejor dirección             | The Elephant Man | Nominado  |

Festival Internacional de Cine de Cannes
| Año  | Categoría                | Película         | Resultado |
| ---- | ------------------------ | ---------------- | --------- |
| 2001 | Premio al mejor director | Mulholland Drive | Ganador   |
| 1990 | Palma de Oro             | Corazón salvaje  | Ganador.  |

Festival de Sitges
| Año  | Categoría              | Película | Resultado |
| ---- | ---------------------- | -------- | --------- |
| 2020 | Gran Premio Honorífico | Ganador  |           |

Festival Internacional de Cine de Venecia
| Año  | Categoría            | Película | Resultado |
| ---- | -------------------- | -------- | --------- |
| 2006 | León de Oro Especial | -        | Ganador   |

### Otros galardones
Lynch ha ganado dos veces el Premio César francés a la mejor película extranjera (por El hombre elefante y Mulholland Drive). En 2002 fue presidente del jurado del Festival de Cannes. En 2002 fue asimismo galardonado por el gobierno francés con la Legión de Honor.

### Citas
1. 1 2  «Governors Awards: Honorees Lina Wertmüller, Geena Davis Call for Gender Parity in Hollywood». The Hollywood Reporter. Archivado desde el original el 16 de noviembre de 2020. Consultado el 4 de abril de 2020.
2. ↑  Beauregard, Luis Pablo (16 de enero de 2025). «Muere David Lynch, el director que revolucionó el cine con ‘Terciopelo azul’ y ‘Mulholland Drive’ y la televisión con ‘Twin Peaks’». El País. Consultado el 17 de enero de 2025.
3. ↑  «David Lynch's Acclaimed Films». They Shoot Pictures, Don't They. Archivado desde el original el 3 de agosto de 2016. Consultado el 3 de noviembre de 2016.
4. ↑  Jackson, Matthew. «DAVID LYNCH EXPLAINS WHY HE LEFT AND THEN RETURNED TO THE TWIN PEAKS REVIVAL». SYFY Wire. SyFy. Archivado desde el original el 28 de septiembre de 2020. Consultado el 25 de noviembre de 2020.
5. 1 2 3  «Festival de Cannes: Wild at Heart». festival-cannes.com. Archivado desde el original el 19 de enero de 2012. Consultado el 7 de agosto de 2009.
6. ↑  «40 best directors». London: The Guardian Online. 2007. Archivado desde el original el 4 de julio de 2007. Consultado el 28 de noviembre de 2010.
7. ↑  Jousse, 9
8. ↑  «Film Critics Pick the Best Movies of the Decade». Metacritic. 3 de enero de 2010. Archivado desde el original el 24 de marzo de 2017. Consultado el 3 de noviembre de 2016.
9. ↑  G, Ricardo Jonás (17 de enero de 2025). «Cantar entre dos mundos: David Lynch, 1946-2025 - Jot Down Cultural Magazine». Consultado el 21 de marzo de 2025.
10. ↑  «'The Fabelmans': David Lynch podría hacer de John Ford en la película autobiográfica de Steven Spielberg». Esquire. 16 de febrero de 2022. Consultado el 17 de enero de 2025.
11. ↑  Raup, Jordan (12 de abril de 2022). «A New David Lynch Film Tipped For Cannes Premiere». The Film Stage (en inglés estadounidense). Consultado el 12 de abril de 2022.
12. ↑  Wiseman, Andreas (13 de abril de 2022). «David Lynch Says He Doesn’t Have A New Movie For Cannes Film Festival». Deadline (en inglés estadounidense). Consultado el 14 de abril de 2023.
13. ↑  elpais.com, ed. (13 de octubre de 2013). «David Lynch: “La meditación trascendental mejora mi obra”». Consultado el 1 de mayo de 2014.
14. 1 2  «Director David Lynch and wife welcome first daughter». Irish Independent. 8 de septiembre de 2012. Consultado el 26 de octubre de 2020.
15. ↑  «'Twin Peaks' David Lynch Settles Divorce from Wife of 14 Years as He Struggles With Health». 23 de diciembre de 2024. Consultado el 17 de enero de 2025.
16. ↑  Stolworthy, Jacob (5 de agosto de 2024). «David Lynch has emphysema and can no longer 'leave the house' due to Covid fears». The Independent. Consultado el 16 de enero de 2025.
17. ↑  «Sight and Sound: the September 2024 issue». Sight & Sound. 1 de agosto de 2024. Consultado el 16 de enero de 2025.
18. ↑  Wigley, Samuel (25 de noviembre de 2024). «David Lynch on music, innovation and his future as a filmmaker: “I like to call it experimentation”». Sight & Sound. Consultado el 16 de enero de 2025.
19. ↑  «Qué es el enfisema pulmonar, la enfermedad con la que fue diagnosticado el director David Lynch». La Nación (Buenos Aires). 7 de agosto de 2024. Consultado el 16 de enero de 2025.
20. ↑  D'Alessandro, Anthony (5 de agosto de 2024). «David Lynch Says “I Will Never Retire” In Response To Health Reports – Update». Deadline Hollywood. Consultado el 16 de enero de 2025.
21. ↑  Finan, Eileen (14 de noviembre de 2024). «David Lynch Started Smoking at Age 8 — Now He Needs Oxygen to Walk: 'It's a Big Price to Pay' (Exclusive)». People. Consultado el 16 de enero de 2025.
22. ↑  Erik Pedersen, Anthony D'Alessandro (16 de enero de 2025). «David Lynch Dies: ‘Twin Peaks’, ‘Blue Velvet’, ‘Elephant Man’ & ‘Eraserhead’ Visionary Was 78». Deadline Hollywood. Consultado el 16 de enero de 2025.
23. ↑  Rosenbloom, Alli (16 de enero de 2025). «Muere a los 78 años David Lynch, director de “Twin Peaks” y “Mulholland Drive”». CNN en Español. Consultado el 16 de enero de 2025.
24. ↑  «Muere el legendario director David Lynch, creador de clásicos surrealistas como "Mullholand Drive" y "Twin Peaks"». BBC News Mundo. 16 de enero de 2025. Consultado el 16 de enero de 2025.
25. ↑  Beauregard, Luis Pablo (16 de enero de 2025). «Muere David Lynch, el legendario director de clásicos como ‘Terciopelo Azul’ y ‘Twin Peaks’». El País. Consultado el 16 de enero de 2025.
26. ↑  «"David Lynch, 'Blue Velvet' Director, Dead at 78». TMZ. 16 de enero de 2025. Consultado el 16 de enero de 2025.
27. ↑  «The 53th Academy Awards. 1980». oscars.org (en inglés). Academia de Artes y Ciencias Cinematográficas. Consultado el 24 de agosto de 2019.
28. ↑  «The 59th Academy Awards. 1987». oscars.org (en inglés). Academia de Artes y Ciencias Cinematográficas. Consultado el 24 de agosto de 2019.
29. ↑  «Nominees & Winners for the 74rd Academy Awards». Academy of Motion Picture Arts and Sciences (AMPAS). 9 de noviembre de 2014.
30. ↑  festival-cannes.fr (ed.). «Awards 1990: All Awards». Consultado el 26 de agosto de 2014.
31. ↑  «David Lynch recibirá el Gran Premio Honorífico del Festival de Sitges». La Vanguardia. 31 de agosto de 2020. Consultado el 31 de agosto de 2020.
32. ↑  «Official Awards of the 63rd Venice Film Festival». labiennale.org. Archivado desde el original el 29 de septiembre de 2006.